# بلادن (نبراسکا)
بلادن(به انگلیسی: Bladen) شهری در ایالت نبراسکا کشور ایالات متحده آمریکا است که جمعیت آن در سرشماری سال ۲۰۱۰ میلادی، ۲۳۷ نفر بوده‌است.